# Tarḫuntaradu
Tarḫuntaradu (luwisch: „Verehrer des Tarḫunt“) war ein König von Arzawa während der ersten Hälfte des 14. Jahrhunderts v. Chr. Unter seiner Herrschaft konnte Arzawa weit ins Reich der durch die Einfälle der Kaškäer geschwächten Hethiter eindringen und Gebiete im „Unteren Land“ (Lykaonien) einnehmen, und es gelang ihm bis zur hethitischen Stadt Tuwanuwa vorzudringen. Er verhandelte mit dem ägyptischen Pharao Amenophis III. und gab diesem eine seiner Töchter zur Ehe. 
Ob Mašḫuiluwa der rechtmäßige Thronanwärter von Arzawa und dessen Bruder Uḫḫaziti Söhne von Tarḫuntaradu waren, ist ungewiss.